# Xenylla australiensis
Xenylla australiensis är en urinsektsart som beskrevs av da Gama 1974. Xenylla australiensis ingår i släktet Xenylla och familjen Hypogastruridae. Inga underarter finns listade i Catalogue of Life.